# Łyżwiarstwo figurowe na Zimowych Igrzyskach Olimpijskich Młodzieży 2020 – soliści
Łyżwiarstwo figurowe na Zimowych Igrzyskach Olimpijskich Młodzieży 2020 – soliści – rywalizacja w jednej z konkurencji łyżwiarstwa figurowego – jeździe indywidualnej mężczyzn rozgrywanej na Zimowych Igrzyskach Olimpijskich Młodzieży 2020, która odbyła się 10 i 12 stycznia 2020 w hali CIG de Malley.

## Rekordy świata
| Rekordy świata juniorów (GOE±5) na moment rozpoczęcia zawodów (stan na 10 stycznia 2020): | Rekordy świata juniorów (GOE±5) na moment rozpoczęcia zawodów (stan na 10 stycznia 2020): | Rekordy świata juniorów (GOE±5) na moment rozpoczęcia zawodów (stan na 10 stycznia 2020): | Rekordy świata juniorów (GOE±5) na moment rozpoczęcia zawodów (stan na 10 stycznia 2020): | Rekordy świata juniorów (GOE±5) na moment rozpoczęcia zawodów (stan na 10 stycznia 2020): | Rekordy świata juniorów (GOE±5) na moment rozpoczęcia zawodów (stan na 10 stycznia 2020): |
| Konkurencja                                                                               | Segment                                                                                   | Zawodnicy                                                                                 | Punkty                                                                                    | Zawody                                                                                    | Data                                                                                      |
| ----------------------------------------------------------------------------------------- | ----------------------------------------------------------------------------------------- | ----------------------------------------------------------------------------------------- | ----------------------------------------------------------------------------------------- | ----------------------------------------------------------------------------------------- | ----------------------------------------------------------------------------------------- |
| Soliści                                                                                   | Nota łączna                                                                               | Shun Satō                                                                                 | 255,11                                                                                    | Finał Junior Grand Prix 2019                                                              | 7 grudnia 2019                                                                            |
| Soliści                                                                                   | Program dowolny                                                                           | Shun Satō                                                                                 | 177,86                                                                                    | Finał Junior Grand Prix 2019                                                              | 7 grudnia 2019                                                                            |
| Soliści                                                                                   | Program krótki                                                                            | Daniił Samsonow                                                                           | 87,33                                                                                     | JGP w Polsce 2019                                                                         | 19 września 2019                                                                          |

## Wyniki
| Poz. | Zawodnicy        | Reprezentacja     | Nota łączna | SP  | SP    | FS  | FS     |
| ---- | ---------------- | ----------------- | ----------- | --- | ----- | --- | ------ |
| 01 ! | Yuma Kagiyama    | Japonia           | 239,17      | 3   | 72,76 | 1   | 166,41 |
| 02 ! | Andriej Mozalow  | Rosja             | 237,94      | 1   | 79,72 | 2   | 158,22 |
| 03 ! | Daniił Samsonow  | Rosja             | 215,21      | 2   | 76,63 | 3   | 138,59 |
| 4    | Aleksa Rakic     | Kanada            | 205,23      | 4   | 70,96 | 4   | 134,27 |
| 5    | Cha Young-hyun   | Korea Południowa  | 199,12      | 5   | 69,61 | 5   | 129,51 |
| 6    | Chen Yudong      | Chiny             | 184,60      | 10  | 57,31 | 6   | 127,29 |
| 7    | Noah Bodenstein  | Szwajcaria        | 176,92      | 9   | 60,56 | 7   | 116,36 |
| 8    | Nikolaj Memola   | Włochy            | 176,55      | 7   | 62,18 | 8   | 114,37 |
| 9    | Andriej Kokura   | Ukraina           | 171,68      | 6   | 62,48 | 10  | 109,20 |
| 10   | Liam Kapeikis    | Stany Zjednoczone | 161,59      | 14  | 49,57 | 9   | 112,02 |
| 11   | Daniel Mrázek    | Czechy            | 156,98      | 8   | 60,66 | 13  | 96,32  |
| 12   | Arlet Levandi    | Estonia           | 154,65      | 13  | 49,87 | 11  | 104,78 |
| 13   | François Pitot   | Francja           | 154,04      | 11  | 53,02 | 12  | 101,02 |
| 14   | Matteo Nalbone   | Włochy            | 144,64      | 12  | 53,01 | 14  | 91,63  |
| 15   | Nikita Kovalenko | Izrael            | 132,12      | 15  | 44,71 | 15  | 87,41  |
| WD   | Ilia Malinin     | Stany Zjednoczone | DNS         | DNS | DNS   | DNS | DNS    |